# Mimudea nigrostigmalis
Mimudea nigrostigmalis là một loài bướm đêm trong họ Crambidae.